# Osthoffen
Osthoffen (deutsch Osthofen) ist eine französische Gemeinde mit 802 Einwohnern (Stand 1. Januar 2021) im Département Bas-Rhin in der Europäischen Gebietskörperschaft Elsass und in der Region Grand Est. Sie gehört zum Arrondissement Strasbourg und zum Kanton Lingolsheim.

## Geographie
Osthoffen liegt in der Oberrheinebene etwa 15 Kilometer westlich von Straßburg.
Nachbargemeinden sind Furdenheim im Norden, Handschuheim und Breuschwickersheim im Osten, Ernolsheim-Bruche im Süden und Dahlenheim im Westen.

## Bevölkerungsentwicklung
| Jahr      | 1962 | 1968 | 1975 | 1982 | 1990 | 1999 | 2007 | 2017 |
| Einwohner | 403  | 409  | 408  | 514  | 573  | 683  | 806  | 825  |

## Sehenswürdigkeiten
Osthoffen wartet mit einem der ältesten durchgängig bewohnten Schlösser des Elsass auf. Das ursprünglich im 12. Jahrhundert als Burg erbaute Schloss Osthoffen wurde zur Zeit der Renaissance als Residenzschloss umgestaltet und ist seit dem 18. Jahrhundert ununterbrochen von der Familie Grouvel bewohnt. Teile des in Privatbesitz befindlichen Bauwerks stehen heutzutage auch als Gästezimmer und Räume für Hochzeiten, Tagungen und andere Anlässe zur Verfügung.

## Weblinks

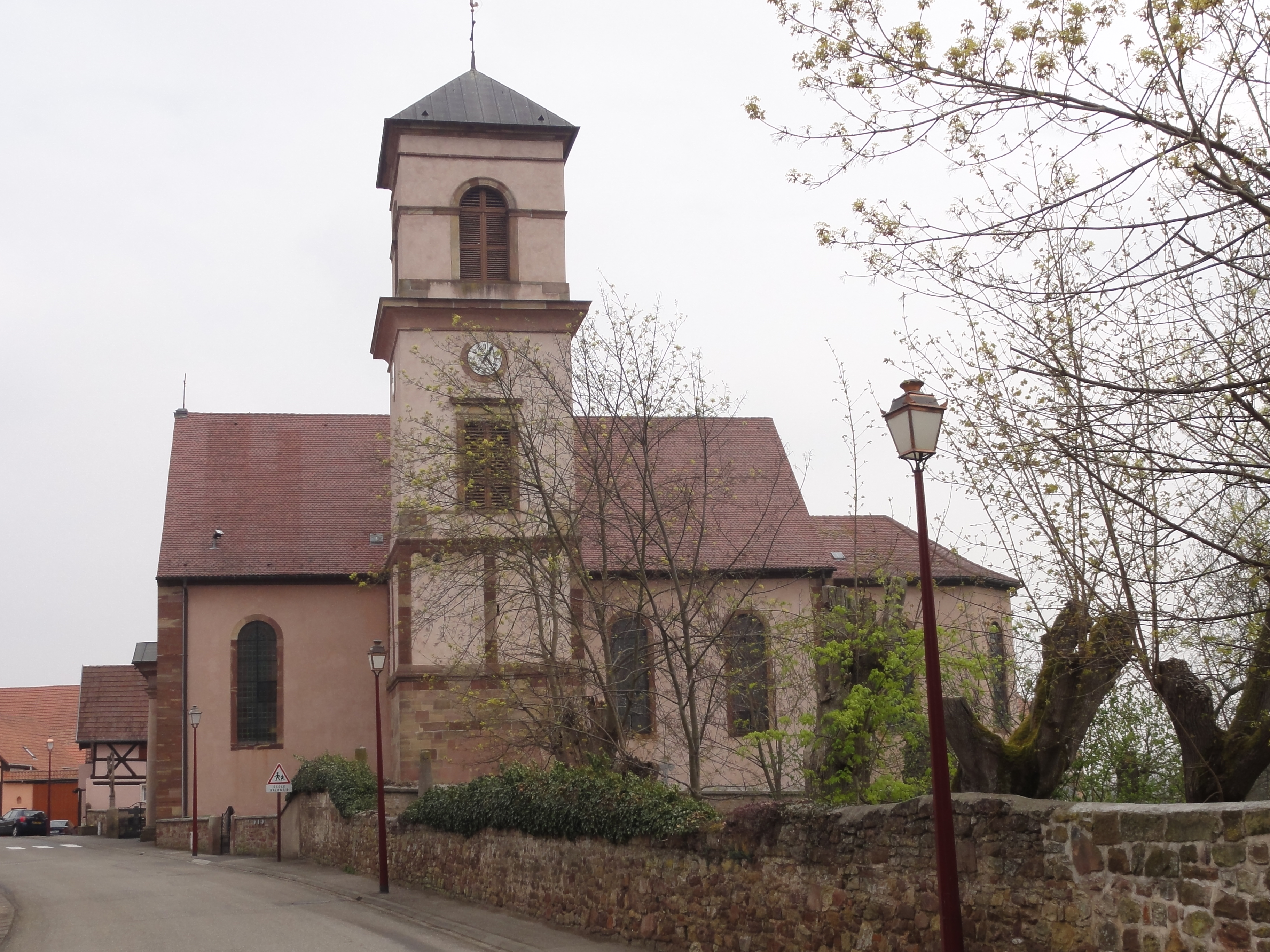
Kirche Saint-Jacques